# Андрогени

Схема стероїдогенезу, що показує співвідношення між декількома андрогенами. На додачу перетворення в естрон і естрадіол, що на відміну від попередніх — естрогени.

Андрогени — чоловічі статеві гормони. Виробляються головним чином насінниками, а також корою наднирників і яєчниками. Стимулюють розвиток і функцію чоловічих статевих органів, розвиток вторинних статевих ознак. За хімічною природою — стероїди.

## Типи
Підрозділ андрогенів, надниркові андрогени, включає в себе будь-який з 19-вуглецевих стероїдів синтезованих корою надниркових залоз, зовнішня частина наднирника (зона сітчастої-сокровенної області кори надниркових залоз), які функціонують як слабкі стероїди або попередники стероїдів, в тому числі Дегідроепіандростерон (ДГЕА), Дегідроепіандростерон сульфату (ДГЕА-S), і андростендіон.
- Тестостерон
- Д4-Андростендіон
- Дегідроепіандростерон (ДГЕА): стероїдний гормон, що виробляється в корі надниркових залоз з холестерину. Він є основним попередником природних естрогенів. ДГЕА називають також дегідроізоандростерон або дегідроандростерон.
- Андростендіон (Андро): андрогенний стероїд, що є продуктом сім'яників, кори надниркових залоз і яєчників. Хоча андростендіони перетворюються шляхом метаболізму в тестостерон та інші андрогени, вони є також попередньою структурою естрону. Використання андростендіону як добавку для спорстсменів або для бодибілдингу було заборонено Міжнародним олімпійським комітетом, так само як і іншими спортивними організаціями.
- Андростендіол: стероїдний метаболіт, який, як вважають, діє як основний регулятор секреції гонадотропіну.
- Андростерон: хімічний побічний продукт розпаду андрогенів, чи похідний прогестерону, що також надає незначний ефект маскулінізації, але з 1/7 інтенсивностю тестостерону. Виявляється, приблизно в рівних кількостях у плазмі та сечі і чоловіків, і жінок.
- Дигідротестостерон (ДГТ): метаболіт тестостерону, а також потужніший андроген ніж тестостерон — він має сильніший зв'язок з андрогенними рецепторами. Виробляється в корі надниркових залоз.

| Медицина | Це незавершена стаття з медицини. Ви можете допомогти проєкту, виправивши або дописавши її. |